# Cedusa brunnea
Cedusa brunnea är en insektsart som först beskrevs av Frederick Arthur Godfrey Muir 1914.  Cedusa brunnea ingår i släktet Cedusa och familjen Derbidae. Inga underarter finns listade i Catalogue of Life.